# Formáty elektronických knih
Elektronické knihy se v minulosti vyskytovaly v nepřeberném množství formátů. Nyní jsou však nejvíce rozšířené, a pojímané jako určitý standard, tři formáty. Těmito formáty jsou PDF, MOBI a EPUB.[zdroj?]
Všeobecně lze říci, že formáty elektronických knih se liší různými specifikacemi (otevřenost formátu, platforma, podpora DRM, grafické prvky atd.). Tyto vlastnosti přinášejí různé výhody i úskalí formátů. Dle těchto kritérií vybíráme vhodný formát pro dané účely. Ke čtení různých formátů slouží jak hardwarové čtecí zařízení neboli čtečky elektronických knih (například Amazon Kindle nebo PocketBook), tak i softwarové čtečky v podobě aplikace na čtení knih (například FBReader).
Hlavní problematikou nynějších vydavatelů a prodejců elektronických knih je ochrana před nelegálním šířením. Tu se snaží vyřešit různými vlastnostmi a úpravami formátů knih. Tato ochrana autorských práv se nazývá Digital Right Management (DRM). DRM přináší různé možnosti autorizace knihy nebo úpravy samotného textu knihy, například vepsáním majitele publikace na úvodní stránku knihy. Formát knihy je možné snadno převést na jiný pomocí k tomu určeným softwarovým konvertorem. Častým důvodem potřeby konvertovat je nekompatibilita formátů se čtecím zařízením, například Amazon Kindle nepodporuje formát EPUB.

## Vlastnosti formátů
Formáty elektronických knih disponují určitými vlastnostmi, které je od sebe odlišují:
- otevřenost neboli licencování formátu
- správa digitálních práv dokumentu – Digital Right Management
- podpora obrázků či jiné grafiky
- interaktivita
- hypertextové odkazy
- možnost přizpůsobení velikosti a stylu písma
- možnost přizpůsobení se textu na plochu displeje zařízení (zalomení textu)
- možnost vkládání knižních záložek a poznámek
- podpora video souborů
- zvuk

## Formáty
Zde je uveden výběr nejběžnějších a nejrozšířenějších formátů elektronických knih a těch, jež stojí za zmínku:

### AZW
Přípona názvu souboru: .azw
Jedná se o formát vyvinutý společností Amazon za účelem distribuce elektronické literatury. Formát je uzavřený a podporuje DRM. Z tohoto důvodu je tento formát převážně podporován jen na čtecích zařízeních Amazon Kindle. Ovšem díky aplikaci Kindle Reader lze formát AZW číst i na zařízeních firmy Apple, BlackBerry nebo na zařízeních s operačním systémem Android. Na operační systém Windows existuje softwarová čtečka tohoto formátu jménem Kindle for PC. K vytváření knih v tomto formátu slouží aplikace KindleGen.

### BBeB
Celý název: BroadBand eBook
Další možné označení formátu: LRF
Přípona názvu souboru: .lrf/.lrs/.lrx
BBeB neboli BroadBand eBook je proprietární formát vytvořený firmou Sony. Tento formát je určený přímo pro čtečky elektronických knih značky Sony. Přináší řadu výhod, jako je například rychlé vykreslení textu či různé úpravy fontu písma. Výhodou vydavatelů byla podpora DRM. V současné době tento formát není tolik využívaný. Samotná firma Sony konvertovala knihy, které prodávala ve svém obchodě, do formátu EPUB a ukončila vydávání knih v BBeB.

### DjVu
Přípona názvu souboru: .djvu
DjVu (výslovnost názvu: "déjà vu") je formát určený převážně k ukládání naskenovaných dokumentů. Jeho výhodou je pokročilá technologie komprese. Formát umožňuje ukládání dokumentů nebo třeba obrázků ve vysokém rozlišení při zachování malé velikosti souboru. "DjVu obvykle dosahuje asi 5–10krát lepšího kompresního poměru než stávající metody, jako jsou JPEG a GIF." Prohlížeče DjVu formátu jsou dostupné pro webové prohlížeče, počítače či mobilní zařízení.

### EPUB
Přípona názvu souboru: .epub
Mladým, ale jedním z nejvíce rozšířených formátů ve světe, také v České republice, je zcela jistě formát EPUB (ePUB). Jedná se o volný a otevřený formát vytvořený pro elektronické knihy dle standardu organizace International Digital Publishing Forum (IDPF). Obsah knihy je zapsán v podobě XML a HTML5 tagů. Je zde podporováno DRM a možnosti přizpůsobení. Například přizpůsobení textu vzhledem k velikosti displeje čtecího zařízení, velikost písma, styly písma, záložky a jiné. Formát EPUB lze číst na většině softwarových i hardwarových čteček, výjimku tvoří Amazon Kindle, jenž tento formát nepodporoval. Od srpna 2022 ale i Amazon Kindle ukončil podporu formátu MOBI a bude podporovat právě formát EPUB.

### eReader
Přípona názvu souboru: .pdb
EReader je v dnešní době velice rozšířený. Využívaný je zvláště pro svoji kompatibilitu s množstvím platforem (Windows, MAC OS, BlackBerry, Android a jiné) a zařízení. Nevýhodou formátu je, že nepodporuje formátování textu ani grafické prvky. Jedná se o jednoduchý text. Formát má i své výhody, například podpora záložek. Tvůrcem tohoto formátu je společnost Palm Digital Media.

### FB2
Celý název: FictionBook
Přípona názvu souboru: .fb2
V Rusku velice oblíbeným a rozšířeným formátem je FictionBook. Tento formát nepodporuje DRM, proto je ke komerčnímu využití nepoužitelný. Formát je postavený na základech XML. FictionBook lze číst převážně jen na softwarových čtečkách.

### HTML
Celý název: Hypertext Markup Language
Přípona názvu souboru: .html
Formát HTML je primárně určený k vytváření webových stránek, ovšem dříve se používal i jako formát elektronických knih. K zobrazení a následnému čtení docházelo prostřednictvím webových prohlížečů. K tvorbě a editaci se používají HTML editory nebo postačí editor holého textu, například Poznámkový blok.

### iBook
Přípona názvu souboru: .ibooks
Americká společnost Apple vyvinula pro svá zařízení knižní formát iBook. Formát vychází z formátu EPUB, ale jsou zde rozdíly, tudíž nejsou navzájem kompatibilní. Formát se tvoří pomocí softwaru iBooks Author.

### KF8
Celý název: Kindle Format 8
Přípona názvu souboru: .kf8
Jedná se o relativně nový formát společnosti Amazon. Formát je uzavřený a podporuje možnosti lepšího formátování a lepšího zobrazení grafických prvků. Formát podporuje HTML5 a CSS3. Formát je tedy vhodný pro různou literaturu, kde je kladen důraz na ilustrace. Například dětské knihy, romány či komiksy. První zařízení podporující tento formát je čtečka Kindle Fire.

### Microsoft LIT
Přípona názvu souboru: .lit
Microsoft LIT byl velice rozšířený formát, představený v roce 2000 za účelem publikování elektronických knih v tomto formátu. Elektronické knihy se četly pomocí softwarového čtecího programu Microsoft Reader. Knihy bylo možné číst na různých zařízeních s operačním systémem Windows a Windows Mobile. Formát podporoval také funkci ochrany autorských práv. V dnešní době tento formát není moc rozšířený, zejména z důvodu ukončení vydávání knih v tomto formátu a ukončení vývoje softwarové čtečky Microsoft Reader.

### MOBI
Celý název: Mobipocket
Přípona názvu souboru: .mobi
Mezi celosvětově nejrozšířenější formáty knih patří i MOBI. V roce 2000 jej pro svá zařízení implementovala francouzská firma Mobipocket, přičemž původní přípona formátu byla PRC. Amazon koupil firmu Mobipocket o pět let později. Popularitu získal zvláště díky zařízení Amazon Kindle, kde je tento formát primárně podporovaný. Právě Amazon v roce 2005 koupil tento formát a následně z něj vyvinul vlastní formát AZW. MOBI je přímo určený pro elektronické knihy a podporuje mnoho funkcí, jež charakterizují formáty elektronických knih. Příkladem: DRM, změna fontu písma, zalomení textu, změna velikosti písma, podpora grafiky, dobrá komprese a jiné. Formát lze také číst na různých platformách. Ke čtení na počítači slouží například softwarová čtečka Mobipocket Reader. V roce 2023 firma Amazon ukončuje podporu formátu MOBI ve svých čtečkách Kindle. Nástupcem formátu MOBI je formát AZW, který nabízí více funkcí.

### PDF
Celý název: Portable Document Format
Přípona názvu souboru: .pdf
Univerzálním formátem knih je PDF. Formát vyvinula v roce 1993 společnost Adobe Systems. Jedná se o otevřený formát, který se v dnešní době stal standardem na poli formátů elektronických dokumentů.
Tento formát spravuje Mezinárodní organizace pro normalizaci (ISO). Výhoda tohoto formátu spočívá v tom, že dokumenty vypadají jako vytištěné. Tudíž, při převodu textu nebo grafiky do formátu PDF nedochází ke špatnému rozložení textu, nekompatibilitě písma nebo nějaké jiné deformaci. Soubory PDF mohou obsahovat hypertextové odkazy, formulářová políčka, video, zvuk a jiné. K prohlížení PDF formátu slouží bezplatný software Adobe Reader, který existuje i ve verzi pro mobilní zařízení. Formát je také primárně podporován na velikém množství čtecích a mobilních zařízeních.
Přestože je tento formát často na čtecích zařízení podporován, obvykle se pro ně kvůli malé velikosti displeje nehodí. Čtenář je nucen text zvětšovat což je, vzhledem k pomalým reakcím e-papíru, uživatelsky velmi nepřívětivé, protože je zvětšována celá stránka namísto fontu a tak je na displeji vidět pouze výseč stránky.

### Plain text
Český název: Prostý text
Přípona názvu souboru: .txt
Plain text, v tuzemsku též znám jako prostý text/holý text, označuje uložený text do souboru v základní/holé podobě. Dochází pouze k ukládání znaků, přesněji čísel, jež jsou odpovídající kódům použitých znakových sad (například ASCII nebo Unicode). V českém prostředí s diakritikou je tradičně používaná znaková sada Windows-1250 nebo ISO 8859-2, moderní čtečky ale již většinou podporují i UTF-8. Textový obsah je bez formátování a různých úprav textu. Hlavní výhoda formátu spočívá v možnosti čtení na všech různých operačních systémech a přístrojích. Čtení a editace nevyžaduje speciální program, postačí základní textový editor. Na platformě OS Windows je tento program, na tvoření Plain textu, pojmenován jako Poznámkový blok.

### XPS
Celý název: XML Paper Specification
Přípona názvu souboru: .oxps/.xps
K prohlížení dokumentů přímo v počítači je určený Formát XPS. Jde o alternativu k formátu PDF. XPS je otevřený dokumentový formát, vytvořený firmou Microsoft. Čtení souborů lze uskutečnit prostřednictvím programu XPS Viewer.

## Software pro převod formátů
Občas je potřeba převést knihu v určitém formátu do jiného, nejčastěji z důvodu nekompatibility se čtecím zařízením. Naštěstí lze většinu formátů snadno konvertovat. K převádění existuje veliké množství konvertorů, které se od sebe mohou lišit funkcionalitou, platformou, či uživatelským rozhraním. Následuje příklad tří různých konvertorů:

### Calibre
Program Calibre je více, než jen prostý konvertor elektronických knih. Kromě toho, že Calibre umožňuje konverzi knih do nejrůznějších formátů, obsahuje také další funkce. Program umožňuje plnohodnotnou správu knih. Knihy lze vytvářet, vyhledávat, třídit a nebo k nim přiřazovat tagy či hodnocení. Můžeme si vytvářet svoji vlastní virtuální knihovnu. V neposlední řadě může Calibre sloužit i jako čtečka elektronických knih. 
Možnost stažení zdarma zde: http://calibre-ebook.com

### Hamster Free eBook Converter
Jedná se o jednoduchý a velice přehledný software pro převod formátů elektronických knih. Jeho přívětivé uživatelské rozhraní však neubírá na funkcionalitě. Program podporuje mnoho formátů pro více než 200 různých zařízení.
Možnost stažení zdarma zde: http://cs.hamstersoft.com/free-ebook-converter/ Archivováno 18. 5. 2015 na Wayback Machine.

### Online ebook converter
Pro ty z vás, kteří si nechtějí instalovat program na převod formátů elektronických knih přímo do počítače, existuje online řešení v podobě webové stránky – www.online-convert.com. Na tomto webu lze převádět různé formáty videa, audia, obrázků a mimo jiné i elektronických knih. Stránka nabízí jednoduché intuitivní rozhraní a nabídne převod do devíti formátů knih. Stačí si jen vybrat formát, do kterého chceme převádět.
Odkaz na konvertor elektronických knih zde: http://ebook.online-convert.com Archivováno 2. 11. 2013 na Wayback Machine.